# ЛК (троллейбус)
ЛК (назван в честь Лазаря Кагановича) — первое советское семейство троллейбусов. 15 ноября 1933 года в 11 часов утра ЛК-1 под номером 2 вышел в свой первый рейс по Москве (5 ноября был испытательный рейс). Первый маршрут проходил по Ленинградскому шоссе от Белорусского вокзала до Окружной железной дороги и составлял семь километров.

## История развития
Троллейбус изготовлялся на основе кооперации нескольких предприятий: сборку производил СВАРЗ (Сокольнический вагоноремонтный завод), но лишь в 1933—1935 годах, шасси — АРЕМЗ, а электрооборудование — завод «Динамо». Позднее сборку также стал производить Киевский трамвайный завод им. Т. Домбаля (позднее КЗЭТ). Модель ЛК-5 производил Вагоноремонтный завод в Ленинграде (Петербургский трамвайно-механический завод).
Опытные ЛК-1 с номерами 1 и 2 были построены к ноябрю 1933 года. ЛК-2 с номерами от 3 до 8 были выпущены к январю 1934 года, а номер 9, грузовой, весной 1934 года. Тогда же был собран в одном экземпляре трехосный троллейбус ЛК-3 длиной 12 метров, вмещавший 70 пассажиров (50 + 20). Он эксплуатировался в Ленинграде до 1939 года, и был разбит в аварии. В дальнейшем выпускались более комфортные модели ЛК-4 и ЛК-5 (с усиленными полуосями). Выпуск последней модификации длился до конца 1935 года.
Кроме Москвы, ЛК эксплуатировались также в Ленинграде, Киеве и Ростове-на-Дону. В Ленинграде были выведены из эксплуатации после катастрофы 26 декабря 1937 года, когда троллейбус ЛК-5 из-за лопнувшей шины упал в Фонтанку, причем погибли 13 пассажиров.
Всего было выпущено 89 троллейбусов марки ЛК:
- ЛК-1 — 2,
- ЛК-2 — 15,
- ЛК-3 — 1,
- ЛК-4 − 19,
- ЛК-5 — 52.

В начале 1936 года в Москве эксплуатировалось 68 троллейбусов марки ЛК.
С 1936 года они начали заменяться более совершенными ярославскими ЯТБ-1 и к концу 1930-х годов практически исчезли с улиц Москвы.
В настоящее время ни одного троллейбуса не сохранилось.

## Техническое устройство
ЛК-1 является высокопольным троллейбусом для внутригородских пассажирских перевозок.
Троллейбус имел вагонную компоновку, деревянный кузов с металлической обшивкой, шасси от автобуса Я-6 и роликовые головки токоприёмников. Однако, как и всякое начинание, этот тип имел существенные недостатки и недоработки (отсутствие пневматического тормоза и тормозов передних колёс, отопления (в водительской кабине), стеклоочистителей, и других элементов для комфортной поездки). Электрические агрегаты этого троллейбуса были недостаточно хорошо защищены от влаги, что приводило к утечкам тока на корпус.
Красились троллейбусы в тёмно-синий цвет с кремово-жёлтой полосой сверху и ярко-жёлтой обводкой снизу.

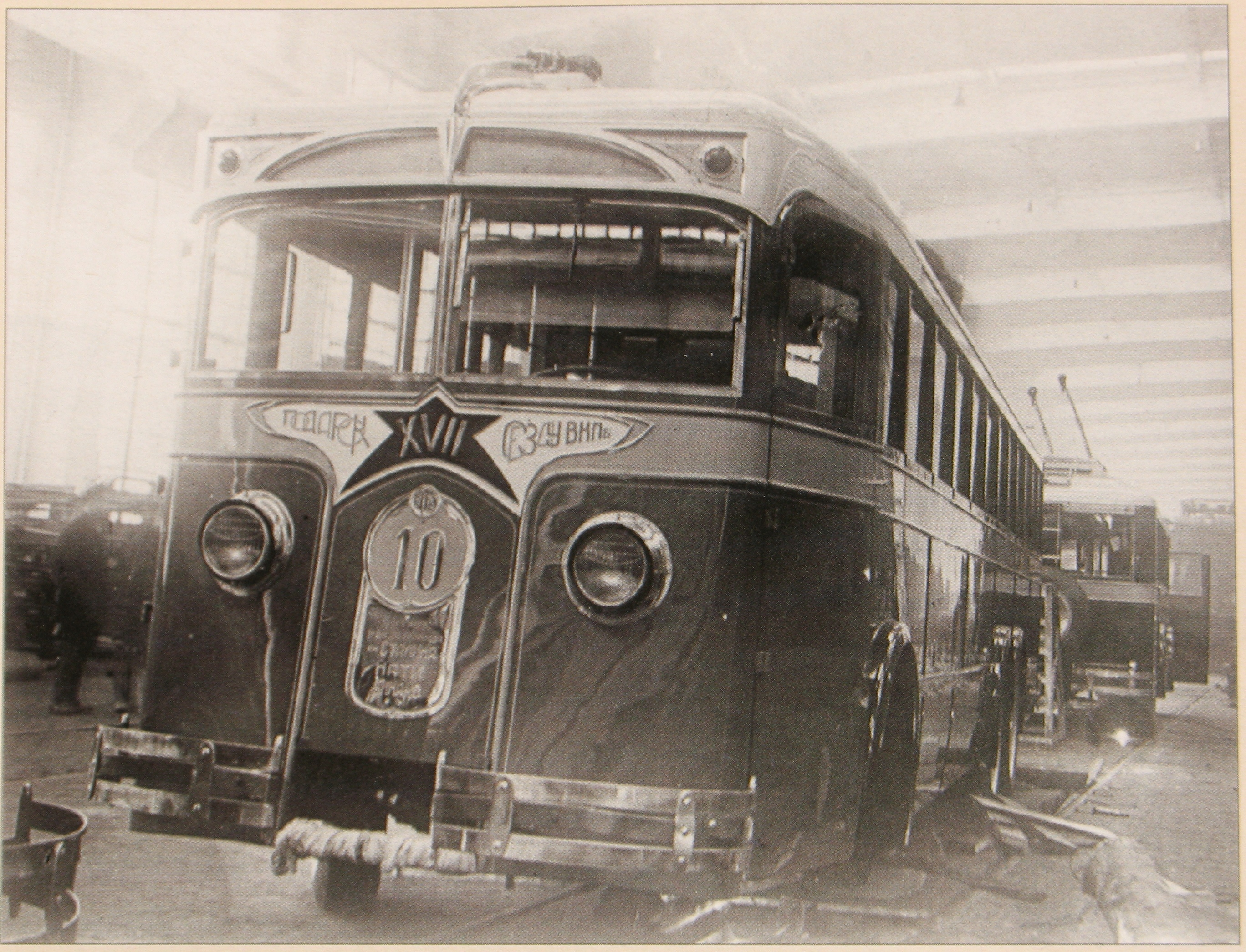
Единственный трехосный троллейбус ЛК-3 «Подарок 17 съезду ВКП(б)»